# Lý Thông (Đông Hán)
Lý Thông (chữ Hán: 李通, ? – 42), tên tự là Thứ Nguyên, người huyện Uyển, quận Nam Dương , là thành viên khởi nghĩa Lục Lâm, quan viên, tướng lĩnh, khai quốc công thần nhà Đông Hán, em rể của Hán Quang Vũ đế trong lịch sử Trung Quốc.

## Tham gia khởi nghĩa
Họ Lý ở huyện Uyển, quận Nam Dương đời đời là đại tộc buôn bán nổi tiếng. Cha là Lý Thủ, mình dài 9 thước, dung mạo phi thường, làm người nghiêm nghị, nhà cửa to lớn như phủ quan. Ban đầu Thủ phụng sự Lưu Hâm, ham thích Tinh lịch, Sấm ký, làm đến Tông khanh sư nhà Tân. Thông cũng làm đến Ngũ uy tướng quân tòng sự, được bổ chức (huyện) Thừa, nổi tiếng có năng lực. Cuối đời Tân, trăm họ oán hận, Thông từng nghe Thủ nói về lời sấm rằng "họ Lưu phục hưng, họ Lý giúp đỡ", trong lòng thường nghĩ ngợi; lại thấy gia đình giàu có, là hùng trưởng địa phương, vì thế không cam tâm làm Lại, tự từ chức về nhà.
Khi Hạ Giang, Tân Thị khởi nghĩa, Nam Dương xao động, Thông nghe theo em họ là Lý Dật, hưởng ứng anh em Lưu Diễn, Lưu Tú. Gặp lúc Lưu Tú đến Uyển, Thông nghe tin, bèn sai Dật đi đón. Lưu Tú cho rằng Thông là Sĩ quân tử nên cũng mến mộ, nhận lời đến gặp. Hai người nói chuyện cả ngày, cầm tay rất vui vẻ. Thông nhân đó nhắc đến lời sấm của Lý Thủ, nhưng Tú không dám thừa nhận. Bấy giờ Thủ đang ở Trường An, Tú tỏ ra lo lắng cho ông ấy, Thông đáp "Đã tự có sắp xếp rồi!" Hai người tiếp tục bàn kế hoạch khởi nghĩa, cùng nhau ước định rằng: vào ngày Tài quan tổng duyệt kỵ sĩ , sẽ bắt Tiền toại đại phu  và Chúc chánh , nhân đó kêu gọi mọi người nổi dậy. Thông bèn sai Dật đi cùng Lưu Tú về Thung Lăng, cất quân hưởng ứng; khiến cháu họ là Lý Quý đi Trường An, báo tin cho Thủ.
Quý bệnh mất trên đường, nhưng Thủ cũng biết được, nên muốn trốn về. Người cùng ấp với Thủ là Trung lang tướng Hoàng Hiển cho rằng dung mạo của Thủ khác thường, khó lòng trốn thoát, khuyên Thủ dâng thư nhận tội, may ra tránh được vạ. Thư chưa đến tay Tân đế Vương Mãng thì ý đồ khởi nghĩa bại lộ, Thông bỏ trốn, còn Thủ bị bắt vào ngục. Hoàng Hiển hết sức cầu xin cho Thủ, gặp lúc Tiền toại đại phu báo cáo hoạt động khởi nghĩa của Thông; Mãng nổi giận, muốn giết Thủ, Hiển lại cố xin, nên Mãng giết cả Thủ và Hiển. Cả nhà Thủ ở Trường An đều bị hại; quận Nam Dương cũng giết anh em và họ hàng của Thông 64 người, đều đốt thây ở chợ Uyển.
Bấy giờ các cánh nghĩa quân Lục Lâm tập hợp, Thông gặp lại Lưu Tú, Lý Dật ở Cức Dương, tham gia đánh phá quân Tiền toại, giết Đại phu Chân Phụ và Chúc chánh Lương Khâu Tứ.

## Công danh trọn vẹn
Canh Thủy đế lên ngôi (23), lấy Thông làm Trụ quốc đại tướng quân, Phụ Hán hầu. Thông theo xa giá đến Trường An (24), được thăng làm Đại tướng quân, phong Tây Bình vương. Canh Thủy đế sai Thông cầm cờ tiết về trấn thủ Kinh Châu, ông nhân đó lấy em gái của Lưu Tú là Lưu Bá Cơ làm vợ (về sau là Ninh Bình trưởng công chúa).
Quang Vũ đế lên ngôi (25), trưng Thông làm Vệ úy. Năm Kiến Vũ thứ 2 (26), được phong Cố Thủy hầu, bái làm Đại tư nông. Đế mỗi khi cầm quân chinh thảo, đều lệnh cho Thông ở lại kinh sư, trấn định trăm họ, sửa sang cung thất, khuyến khích việc học.
Mùa xuân năm thứ 5 (29), được thay Vương Lương làm Tiền tướng quân. Mùa hạ năm thứ 6 (30), lãnh bọn Phá gian tướng quân Hầu Tiến, Bộ lỗ tướng quân Vương Bá 10 doanh tấn công quân phiệt Duyên Sầm ở Hán Trung. Phiệt chúa Công Tôn Thuật ở đất Thục điều quân đến cứu, cùng Thông giao chiến ở Tây Thành; quân Hán phá được địch. Sau khi trở về, Thông tổ chức đồn điền ở Thuận Dương.
Bấy giờ Quang Vũ đế đã bình định phần lớn quần hùng, Thông muốn tránh vinh sủng, lấy cớ có bệnh, dâng thư xin nghỉ. Đế ban chiếu cho quần thần nghị luận, bọn Đại tư đồ Hầu Bá cho rằng Thông có công lớn, lại mất cả nhà vì nước, kiến nghị không nên cho nghỉ hẳn. Vì thế Thông được tạm nghỉ, có việc lại được gọi vào chầu. Mùa hạ năm ấy (30), được bái làm Đại tư không.
Thông áo vải khởi nghĩa, phù trợ nhà Hán, lại là em rể, nên đặc biệt được Quang Vũ đế gần gũi và trọng thị. Nhưng Thông tính khiêm cung, thường muốn tránh quyền thế. Thông vốn có bệnh Tiêu , từ khi làm Tể tướng, từ tạ có bệnh không coi việc. Năm nào Thông cũng xin Khất hài cốt, đế lại càng sủng ái, lệnh cho ông về nhà dưỡng bệnh, nhưng Thông vẫn cố từ chức. Qua 2 năm, Thông xin trả lại ấn Đại tư không, được làm Đặc tiến phụng triều thỉnh. Hữu tư tâu xin phong tước cho các hoàng tử, đế nhớ đến công bày mưu khởi nghĩa của Thông, ngay hôm ấy phong con nhỏ của ông là Hùng làm Triệu Lăng hầu. Mỗi lần trở về Nam Dương, đế đều sai sứ giả đem cỗ Thái lao đến cúng tế mộ của Lý Thủ.
Năm thứ 18 (42), Thông mất, thụy là Cung hầu. Đế cùng Âm hoàng hậu tự đến điếu và đưa tang. Trong niên hiệu Vĩnh Bình, Minh đế về Uyển, hạ chiếu cho con em họ Lý cùng tông thất ở An Chúng đến gặp, ban thưởng rất nhiều, ân sủng rất hậu.

## Gia quyến
- Cha là Lý Thủ, bị nhà Tân giết.
- Em họ là Lý Dật (bị Chu Vĩ giết), Lý Tùng, Lý Phiếm (đều bị nghĩa quân Xích Mi giết).
- Vợ là Ninh Bình trưởng công chúa Lưu Bá Cơ
- Con là Lý Âm (được kế tự), Lý Hùng (được phong Triệu Lăng hầu).
- Thứ tự kế phong của Cố Thủy hầu quốc: Âm → Định → Hoàng → Thọ.